# Campionatul Mondial de Handbal Feminin din 1971
A 4-a ediție a Campionatului Mondial de Handbal Feminin a avut loc în perioada 11 - 19 decembrie 1971 în Țările de Jos. RDG a câștigat campionatul după ce a învins în finală echipa Iugoslaviei cu scorul de 11 - 8 și a devenit pentru prima dată campioană mondială.

## Clasament final
| Poz. | Echipă        |
| ---- | ------------- |
| 1    | RDG           |
| 2    | Iugoslavia    |
| 3    | Ungaria       |
| 4    | România       |
| 5    | RFG           |
| 6    | Danemarca     |
| 7    | Norvegia      |
| 8    | Țările de Jos |
| 9    | Japonia       |

Echipa campioanei mondiale
Hannelore Burosch, Hannelore Zober, Petra Kahnt, Waltraud Kretzschmar, Maria Winkler, Adelheid Dobrunz, Barb Heinz, Brigitte Lück, Edelgard Rothe, Bärbel Braun, Barbara Helbig, Barbara Starke, Renate Breuer, Kristina Hochmuth, Liane Michaelis
Antrenorii: Hans Becker, Harry Becker